# 無肩帶背心

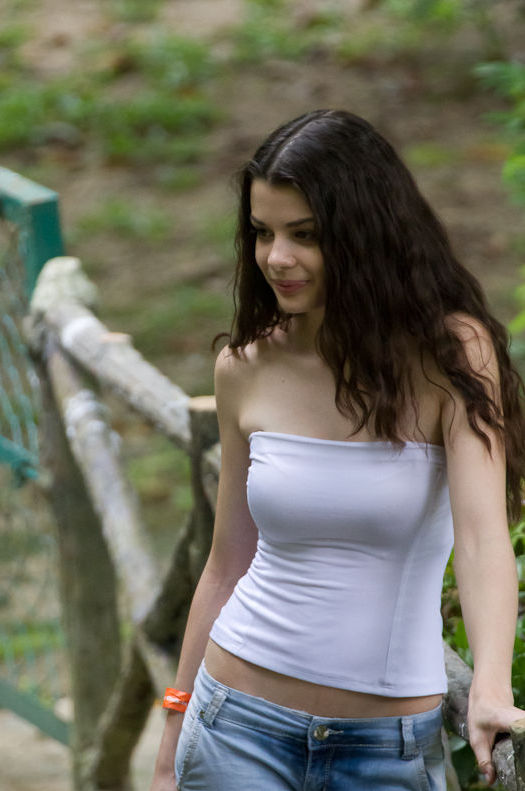
白色的無肩帶背心

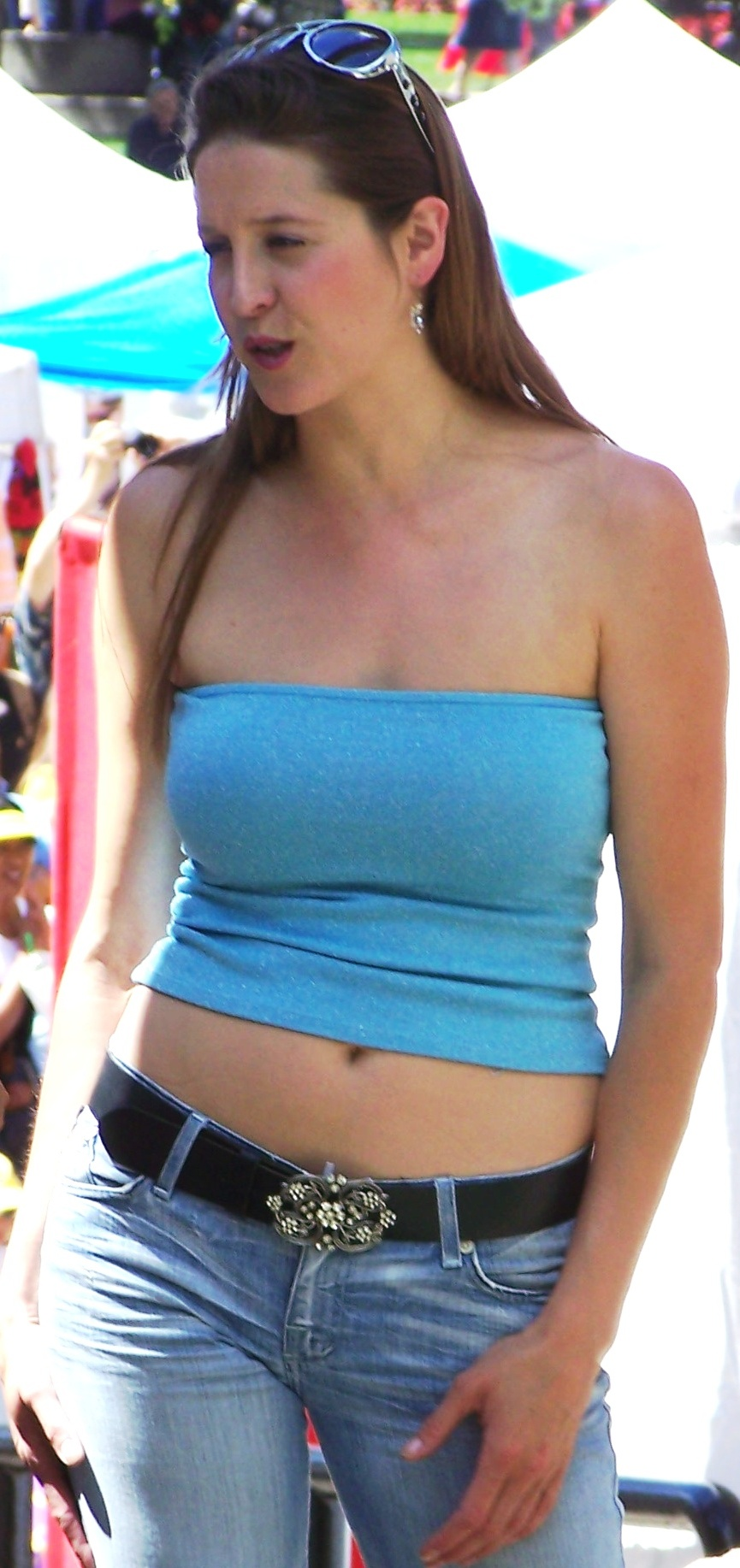
一个穿着无肩帶背心的女性

無肩帶背心（tube top，英國會稱為boob tube），又称围胸、裹胸，是一種無肩無袖子的女性內衣，包覆住上半身的軀幹（包括乳房）。因為無肩帶背心沒有肩帶及袖子，在其上方及下方會設計的相當緊，多半會用有彈性的布料，以免衣服滑落。無肩帶背心最早是在1950年代問世，是小女生穿來去海灘或野餐的，流行在1970年代末及1980年代初，後來在1990年代及2000年代又重新流行。
以色列的時裝設計師艾利·塔哈瑞在2012年曾說，在1971年到紐約後，他曾協助讓無肩帶背心變成流行服飾。最早的無肩帶背心是塔哈瑞在Murray Kleid在紐約的一間工廠發現的，據報道是由於工廠製造錯誤而生產的彈性紗無肩帶背心。Murray生產此服飾已很多年，最終塔哈瑞將此服飾的買下來，之後自行建立工廠，大量生產無肩帶背心，以滿足各地的需求。

## 著裝規定上的爭議
在2010年代，美國一些學校禁止女性穿著無肩帶背心（例如紐澤西高中著裝規定中禁止無肩帶背心的原因是「容易讓八年級的男生分心」）。2018年時有出現關於這類禁令的反對意見，認為這對女性「形成了身材攻擊」，不應採用。在舊金山灣區校區，依照美國婦女組織的建議，已允許穿著無肩帶背心、迷你裙，以及一些以前不允許的服裝。

## 外部連結
维基共享资源上的相關多媒體資源：無肩帶背心